# 前拉斐爾派兄弟會
前拉斐爾派兄弟会（英語：Pre-Raphaelite Brotherhood），简称前拉斐爾派，是1848年出现的一個藝術團體（也是藝術運動），由3名年輕的英國畫家所發起—約翰·艾佛雷特·米萊、加百利·羅塞蒂和威廉·霍爾曼·亨特。
他們的目的是為了改變當時的藝術潮流，反對那些在米开朗基罗和拉斐尔的時代之後在他們看來偏向了機械論的風格主義畫家。他們認為拉斐爾時代以前古典的姿勢和優美的繪畫成分已經被學院藝術派的教學方法所腐化了，因此取名為前拉斐爾派。他們尤其反對由約書亞·雷諾茲爵士所創立的英國皇家藝術研究院的畫風，認為他的作畫技巧只是懶散而公式化的學院風格主義。他們主張回歸到15世紀義大利文藝復興初期的，畫出大量細節、並運用強烈色彩的畫風。

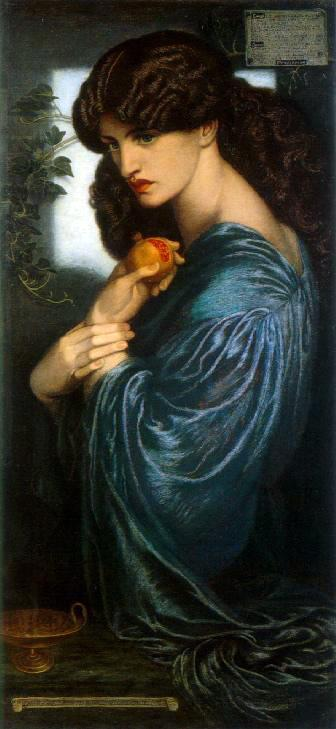
普洛塞庇娜，加百利·羅塞蒂所繪

前拉斐爾派常被看作是藝術中的前衛派運動，不過他們否認這種描述，因為他們仍然以古典歷史和神話作為繪畫題材以及模仿的藝術態度，或者是以模擬自然的狀態，來作為他們藝術的目的。不過，前拉斐爾派毫無疑問將自身視為藝術界的改革運動，為他們的運動取了名稱以做區別，並且也出版了他們的期刊The Germ，以宣揚他們的概念。有關他們的討論則紀錄在Pre-Raphaelite Journal中。

## 畫派的開端

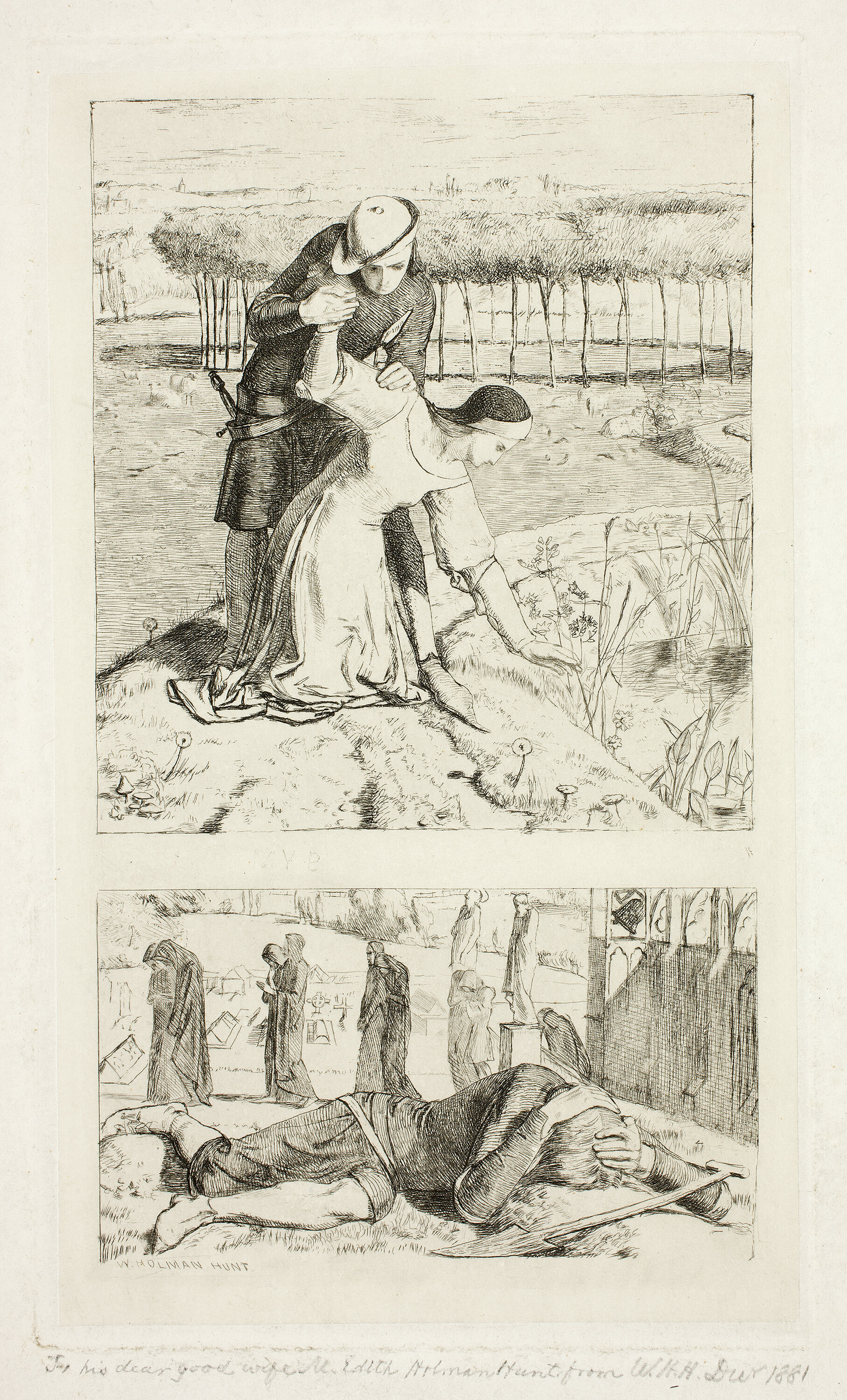
威廉·霍爾曼·亨特所繪的插圖，描繪托馬斯·伍爾納所作的詩“My Beautiful Lady”裡的情景。於The Germ雜誌裡發行，1850年。

1848年，前拉斐爾派在約翰·米萊於倫敦的家中發起了。在開始的會面中有約翰·艾佛雷特·米萊、但丁·加百利·羅塞蒂和威廉·霍爾曼·亨特三人。羅塞蒂和亨特是皇家藝術學院的學生，他們之前也曾在其他組織中會面過。羅塞蒂是福特·馬多克斯·布朗（Ford Madox Brown）的學徒，他曾前往觀賞亨特依據濟慈的詩The Eve of St Agnes所繪的作品，羅塞蒂想要将浪漫詩和繪畫连接起来。到了那年秋天他們已經累積至7人，畫派逐漸形成。他們是威廉·邁克爾·羅塞蒂（William Michael Rossetti, 但丁羅塞蒂的弟弟）、托馬斯·伍爾納（Thomas Woolner）、詹姆士·柯林（James Collinson）、弗雷德里克·喬治·史蒂芬（Frederic George Stephens）。他們也邀請福特·布朗加入，不過被他拒絕了，但他的畫風還是跟他們相當接近。一些年輕的畫家和雕刻家也和他們有緊密關係。他們將畫派的成立作為秘密，沒有讓皇家學院的其他人知道。

## 早期原則
前拉斐爾派的原則為以下四條：
1. 要有真正想要表達的理念。
2. 要仔細地研究自然，從而得以知道怎樣表達它們(理念)。
3. 要對以前的藝術中直接、認真而真誠的部份感同身受，並排斥那些陳腐的、自我模仿的、死記硬背的部份。
4. 以及，最必不可少的一點，要創作出徹頭徹尾得好的畫和雕像。

這些原則相當謹慎地避免教條化，因為他們希望強調藝術家個人的責任，去決定他們繪畫的觀點和方法。他们受到了浪漫主義的影響，將自由和個人責任視為不可分離的两个概念。不過，他們尤其著迷於中世紀的文化，相信中世紀文化有著後來的時代所失去的正直精神和創造性。後來，強調中世紀文化的觀點與強調獨立觀察自然狀態的現實主義產生了衝突。原本拉斐爾畫派裡認為這兩者是能互相配合的，但在衝突產生後畫派一分為二，現實主義派由亨特和米萊領導，中世紀派則由羅塞蒂和威廉·莫里斯等追隨者領導。不過衝突並不是完全的，兩派都相信藝術的實質是心靈上的，反對库尔贝唯物的現實主義以及印象派。
為了復興15世紀藝術光輝的色彩風格，亨特和米萊發展了一種繪畫的方法，用稀薄的透明顏料（Glaze）覆蓋在潮濕的白色表面上，以此讓顏色保持如寶石一般的透明度和清晰度。這種色彩鮮明的強調是為了對比早期那些過度使用瀝青的英國畫家，瀝青會產生出渾濁而不固定的黑暗區塊，而這正是前拉斐爾派所輕視的。
從歷史角度來看，前拉斐爾派在前衛的同時也是中世紀的，它綜合了浪漫理想主義、科學理性主義、和一種在當時屬於前衛的道德觀。如同後來維多利亞时期的藝術一般，這種結合在當今看來充滿了矛盾，但它卻也反映出了後來維多利亞時期的走向。

## 引起的爭議
1849年，前拉斐爾派的作品被首次展覽。米萊所繪的《伊莎贝拉》(1848–1849)和亨特的《Rienzi》(1848–1849)在皇家學院進行了展示，而羅塞蒂的《Girlhood of Mary Virgin》則在倫敦海德公園的街角自由展示。畫派裡所有成員已達成共識，在他們作品的簽名旁邊留下前拉斐爾派的縮寫— PRB 的記號。在1850年1月至4月間他們也發行了雜誌，名為The Germ。但丁·羅塞蒂的弟弟威廉·羅塞蒂負責編輯雜誌，發行了包括羅塞蒂、托馬斯·伍爾納和詹姆士·柯林的詩，以及其他有關藝術與文學間的親前拉斐爾派的論文，如考文垂·巴特摩爾（Coventry Patmore）的文章。但這也顯現了為何前拉斐爾派僅維持短暫時間的原因，雜誌並不能長時間的維持畫派的氣勢。

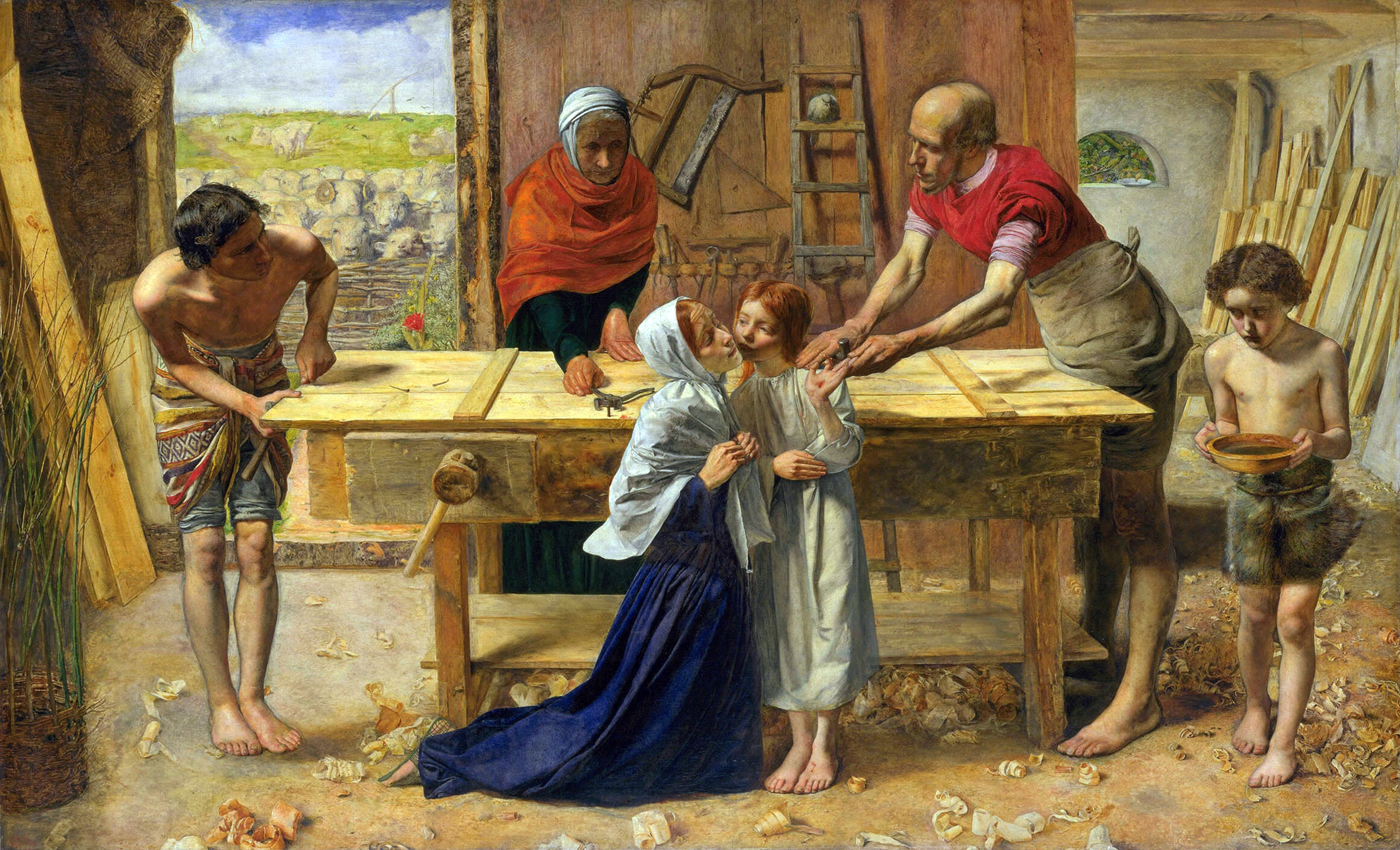
《基督在父母家中》，約翰·艾佛雷特·米萊所繪，1850年。

在1850年，在米萊的《基督在父母家中》（Christ In the House of His Parents）進行展覽後，前拉斐爾派引起了不小的爭議。畫中描繪基督一家人在滿地木屑的雜亂木匠房裡工作，包括查尔斯·狄更斯在內的許多人批評那是一種對基督的褻瀆。他們的中世紀畫風被批評為保守倒退，而詳盡的描繪細節則被批評为醜陋而刺眼。狄更斯批評米萊將基督一家人描繪的像是酗酒者和貧民窟，而“中世紀”的姿勢則荒謬而扭曲。另一個名為“The Clique”的畫派也極力批評前拉斐爾派。皇家學院的主席查理斯·洛克·伊斯特萊克（Charles Lock Eastlake）也公開批評前拉斐爾派主張的原則。
不過，前拉斐爾派得到了評論家约翰·拉斯金的支持，他讚揚前拉斐爾派對於自然狀態的描繪以及否定了傳統繪畫的方法。他繼續在经济上和他的寫作上支援前拉斐爾派，比如在泰晤士報發表了支持前拉斐爾派的評論，同時他還僱請米萊到蘇格蘭去替他畫了一幅肖像，這趟旅程使得米萊認識了拉斯金的妻子埃菲，兩人接著發展出戀情，導致後來埃菲與拉斯金離婚而改嫁米萊，成為了一場被大幅報導的醜聞。
在經過這些爭議之後，詹姆士·柯林離開了畫派。他們集合起來討論應該由誰來取代他的位置，但最後卻無法達成決定。同時米萊在結婚後也逐漸放棄前拉斐爾派的畫風。於是畫派便解散了，不過他們繼續發揮著影響力，畫家仍然繼續用這些風格作畫，只是他們不再於作品上簽下“PRB”了。儘管與米萊的決裂，拉斯金仍然繼續支持羅塞蒂和亨特的畫作，並且鼓勵羅塞蒂的妻子伊麗莎白·西德爾進行更多繪畫。

## 後來的發展及影響

特洛伊的海倫。伊芙琳·摩根所繪，1889年。

受到前拉斐爾派影響的畫家包括了亞瑟·休斯（Arthur Hughes）、弗雷德里克·桑迪斯（Frederic Sandys）、伊芙琳·摩根（Evelyn De Morgan）等人，以及福特·馬多克斯·布朗，布朗雖然沒有加入畫派，但他的畫風卻被認為是最接近前拉斐爾派原則的。畫派成員之一的奧伯利·比亞茲萊後來則發展出他獨特的畫風。
1856年後，但丁·羅塞蒂成了前拉斐爾派裡中世紀派畫風的領導人，他的作品也影響了威廉·莫里斯，他們兩人成為夥伴，不過羅塞蒂也因此和莫里斯的妻子—模特兒珍·莫里斯（Jane Morris）發生緋聞。福特·馬多克斯·布朗與畫家愛德華·伯納-瓊斯也成了夥伴。藉由莫里斯的關係，前拉斐爾派的概念影響了許多室內設計師和建築師，利用中世紀的風格做建築設計，以及其他裝飾品的設計。這也直接引導了莫里斯所發動的工艺美术运动，霍爾曼·亨特也參與了這項運動。
在1850年後，由於現實主義和科學觀點上的著重，亨特和米萊都已經不再直接模仿中世紀藝術。但亨特繼續強調心靈在藝術上的重要性，試圖利用準確的觀察和研究來調和信仰與科學兩者，而前往以色列和埃及以聖經故事作為繪畫的題材。相較之下，米萊於1860年後拋棄了前拉斐爾派原則，而重採皇家藝術學院創始人雷諾茲那種廣泛而鬆散的風格。莫里斯和其他人則極力批評米萊的這種改變。
前拉斐爾派持續影響許多英國畫家直至20世紀。羅塞蒂後來成為了歐洲象徵主義的先驅。
在英國伯明罕市的伯明罕博物館和藝術畫廊（Birmingham Museum & Art Gallery）收藏著許多世界知名的前拉斐爾派畫作，這些畫作也對在當地長大的作家J.R.R.托尔金產生極大的影響。
20世紀時畫家的觀點大量改變，由於攝影技術的發達，藝術的目的逐漸遠離了重現實際的狀態。因為前拉斐爾派主要專注於將事物描繪的如同攝影般逼真，儘管他們也特殊的專注於詳細描繪表面圖案上，他們的作品仍被許多批評家所貶低。不過自從1960年代以來，前拉斐爾派的作品開始重新受到重視，比如1984年倫敦泰特美術館的展覽，確立前拉斐爾派在藝術史上的地位。在2012年9月泰特美術館又再次的對前拉斐爾派的畫作進行展覽。

## 畫家列表

### 前拉斐爾派成員

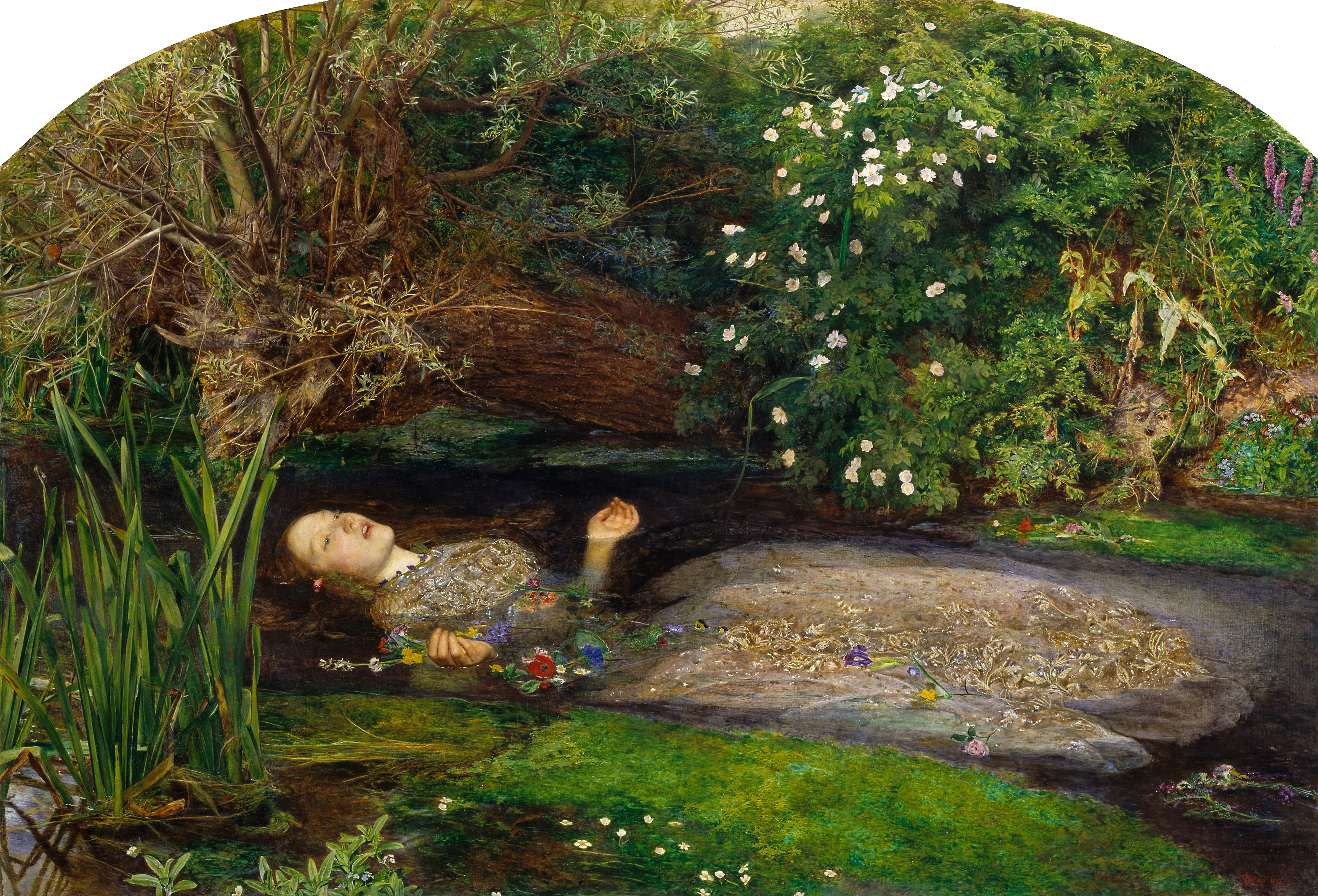
《奧菲莉亞》，約翰·艾佛雷特·米萊所繪。

- 詹姆士·柯林（James Collinson） 畫家
- 威廉·霍爾曼·亨特 畫家《伊莎貝拉與香草罐》《登上英國海岸》
- 約翰·艾佛雷特·米萊 畫家《歐菲麗亞》
- 但丁·加百利·羅塞蒂 畫家、詩人《碧兒翠絲》《報佳音》
- 威廉·邁克爾·羅塞蒂（William Michael Rossetti）評論家
- 弗雷德里克·喬治·史蒂芬（Frederic George Stephens）評論家
- 托馬斯·伍爾納（Thomas Woolner）雕刻家、詩人
- 比爾茲萊《莎樂美》

### 有關聯的畫家與人物
- 查尔斯·奥尔斯顿·柯林斯画家
- 福特·馬多克斯·布朗（Ford Madox Brown） 畫家、設計師
- 愛德華·伯納-瓊斯（Edward Burne-Jones） 畫家、設計師
- 湯瑪斯·古柏·高奇（Thomas Cooper Gotch） 畫家
- 亞瑟·休斯（Arthur Hughes） 畫家、插圖畫家
- 珍·莫里斯（Jane Morris） 模特兒
- 梅·莫里斯（May Morris） 刺繡師、設計師
- 克里斯蒂娜·罗塞蒂（Christina Rossetti） 詩人
- 约翰·拉斯金 評論家《威尼斯之石》
- 弗雷德里克·雷頓 畫家
- 伊麗莎白·西德爾（Elizabeth Siddal） 畫家、詩人和模特兒
- 阿爾吉儂·斯文本恩（Algernon Swinburne） 詩人
- 约翰·威廉姆·沃特豪斯 畫家
- 威廉·莫里斯 設計師、作家《金盞花紋飾》
- 約翰·柯里爾《戈黛娃夫人》
- 艾菲·格蕾（Effie Gray） 模特兒

### 些許相關的畫家與人物
- 勞倫斯·阿爾瑪-塔德瑪  畫家
- 約翰·威廉·高多德  畫家
- 埃德蒙·布莱尔·雷顿  畫家
- 弗雷德里克·雷頓  畫家
- 約瑟夫·諾埃爾·佩頓  畫家
- 詹姆斯·迪索  畫家
- 約翰·威廉·沃特豪斯  畫家
- 詹姆斯·惠斯勒  畫家
- 湯瑪斯·古柏·高奇 畫家

## 畫作收藏
英國的泰特美術館、维多利亚和阿尔伯特博物馆、曼徹斯特藝術畫廊等地都收藏了大量的前拉斐爾派畫作，而在英國以外，美國的德拉威藝術博物館也有許多收藏。
許多地點的國家名勝古蹟信託也都收藏了前拉斐爾派作品。
安德魯·洛伊·韋伯是前拉斐爾派的狂熱收藏家，至今已經收藏了300件該畫派的作品，他還在2003年由皇家藝術學院展出了他的收藏。

### 引用
1. ↑  Hilton, Timothy (1970).  The Pre-Raphaelites, p. 46.  Oxford University Press.
2. 1 2  McGann, Jerome J. The Complete Writings and Pictures of Dante Gabriel Rossetti, NINES consortium, Creative Commons License; http://www.rossettiarchive.org/docs/s40.rap.html retrieved 16 Dec. 2012.
3. ↑  Hilton (1970), pp. 28–33.
4. ↑  Wood, Christopher. (1981) The Pre-Raphaelites, p. 12. Weidenfeld and Nicolson.
5. ↑  Daly, 1989.
6. ↑  Slater, Michael (2009). Charles Dickens, p. 309. Yale University Press.
7. ↑  The Times, Saturday, May 3, 1851; pg. 8; Issue 20792: Exhibition of the Royal Academy. (Private View.)
8. ↑  Dearden, James S. (1999).  John Ruskin:  A Life in Pictures, pp. 36–37. Sheffield Academic Press.
9. ↑  Dearden (1999), p. 43.
10. 1 2  Hilton ( 1970), pp. 202–05
11. ↑  參見Bucher (2004)討論前拉斐爾派對托爾金的影響。
12. ↑  Barringer, Tim (1999). Reading the Pre-Raphaelites, p. 17.  Yale University Press.
13. ↑  . September 11, 2012  [2012-09-11]. （原始内容存档于2016-03-10）.

### 來源
- Barringer, Tim. . New Haven, Conn.: Yale University Press. 1998. ISBN 0-300-07787-4.
- Bucher, Gregory (2004). "Review of Matthew Dickerson. 'Following Gandalf. Epic Battles and Moral Victory in The Lord of the Rings'", Journal of Religion & Society, 6, ISSN 1522-5658, webpage accessed 13 October 2007
- Daly, Gay. . New York: Ticknor & Fields. 1989. ISBN 0-89919-450-8.
- Dickerson, Matthew (2003). Following Gandalf : epic battles and moral victory in the Lord of the rings, Grand Rapids, Mich. : Brazos Press, ISBN 978-1-58743-085-5
- Gaunt, William.  rev. ed. London: Cape. 1975. ISBN 0-224-01106-5.
- Hawksley, Lucinda. . Bath: Dempsey Parr. 1999. ISBN 1-84084-524-4.
- Prettejohn, Elizabeth. . Princeton, N.J.: Princeton University Press. 2000. ISBN 0-691-07057-1.
- Ramm, John (2003). "The Forgotten Pre-Raphaelite: Henry Wallis", Antique Dealer & Collectors Guide, 56 (Mar/April), pp. 8–9.

## 外部連結
- Birmingham Museums & Art Gallery's Pre-Raphaelite Online Resource （页面存档备份，存于）
- Pre-Raphaelites exhibition at Tate Britain （页面存档备份，存于）
- Liverpool Walker Art Gallery's Pre-Raphaelite collection
- Pre-Raphaelitism （页面存档备份，存于） Lecture by John Ruskin
- The Pre-Raphaelite Society （页面存档备份，存于）
- Pre-Raphaelite online resource project （页面存档备份，存于） at the Birmingham Museums & Art Gallery
- The Samuel and Mary R. Bancroft Collection of Pre-Raphaelite Art （页面存档备份，存于）
- Edward Burne-Jones, Victorian artist-dreamer （页面存档备份，存于）, full text exhibition catalog from The Metropolitan Museum of Art
- Pre-Raphaelite murals （页面存档备份，存于） in the Old Library at the Oxford Union.  This podcast （页面存档备份，存于） covers their painting. Oxford Brookes University has a series of podcasts on the Pre-Raphaelites in Oxford, with YouTube上的this one dedicated to the Union murals.